# Шнидер фон Вартензе, Франц Ксавер
Франц Ксавер Шнидер фон Вартензе (нем. Franz Xaver Schnyder von Wartensee; 18 апреля 1786, Люцерн — 27 августа 1868, Франкфурт-на-Майне) — швейцарский композитор и музыкальный педагог.
С юных лет играл на скрипке и виолончели, не находя в своём городе учителей серьёзного уровня. Начал профессионально заниматься музыкой лишь в 1810 году, с уроков у Ганса Георга Негели и Йозефа Герсбаха в Цюрихе. Годом позже отправился в Вену, где продолжил учёбу под руководством Иоганна Кристофа Кинлена. Несколько раз встречался с Людвигом ван Бетховеном, о чём оставил развёрнутые воспоминания. После того, как в 1812 году пожар в Бадене уничтожил квартиру фон Вартензе со всеми рукописями и имуществом, музыкант завербовался в армию и участвовал в войне против Наполеона. Вернувшись домой в Швейцарию, он пережил в 1816 г. банкротство своего отца, после чего в 1816—1817 гг. работал в воспитательном заведении Иоганна Генриха Песталоцци в Ивердоне.
С 1817 г. и до конца жизни работал во Франкфурте-на-Майне, где завоевал широкое признание как педагог. Среди его учеников, в частности, братья Якоб и Эдуард Розенхайны, Георг Аппунн.
Композиции фон Вартензе, в том числе оперы «Эстелла» (1825) и «Фортунат» (1829), оперетта «Тоска по дому и возвращение домой» (нем. Heimweh und Heimkehr; 1855), не пользовались особенным успехом, однако в XX веке музыку фон Вартензе пропагандировал Петер Отто Шнайдер.